# Georg (Mecklenburg)

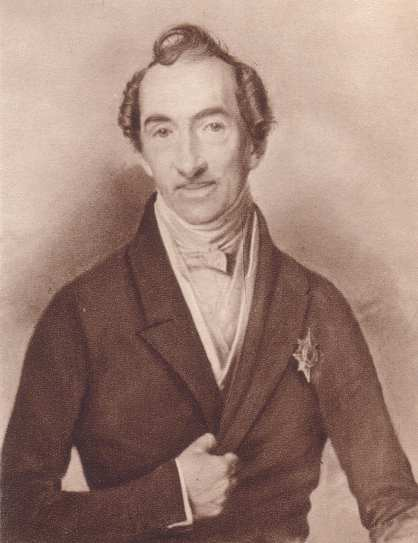
Großherzog Georg

Georg, Großherzog von Mecklenburg[-Strelitz] (* 12. August 1779 in Hannover; † 6. September 1860 im Jagdhaus Schweizerhaus bei Carpin) war von 1816 bis 1860 Großherzog von Mecklenburg im Landesteil Mecklenburg-Strelitz.

## Leben und Familie
Georg (Friedrich Karl Joseph) war der dritte Sohn des Herzogs Karl (Ludwig Friedrich) (Erbprinz, später als Großherzog Karl II. Regent im Landesteil Mecklenburg-Strelitz) aus dessen erster Ehe mit Prinzessin Friederike von Hessen-Darmstadt.
Georg wuchs zunächst in Hannover auf, wo sein Vater Gouverneur war. Erst mit der Thronbesteigung des Vaters in Landesteil Mecklenburg-Strelitz lebte die Familie dauerhaft in Mecklenburg. Georg immatrikulierte sich 1795 an der Universität Rostock. Am 6. November 1816 trat er die Nachfolge seines Vaters als Großherzog an. 1817 heiratete er Prinzessin Marie von Hessen-Kassel.
Aus der Ehe gingen vier Kinder hervor:
- Luise (1818–1842)
- Friedrich Wilhelm (1819–1904), Erbgroßherzog, dann Großherzog von Mecklenburg[-Strelitz]
- Karoline (Charlotte Marianne) (1821–1876)
- Georg (1824–1876) ⚭ Katharina Michailowna Romanowa (1827–1894)

Der nach schwerer Krankheit verstorbene Großherzog wurde am 13. September 1860 in der III. Abteilung der Mirower Fürstengruft beigesetzt.

## Wirken

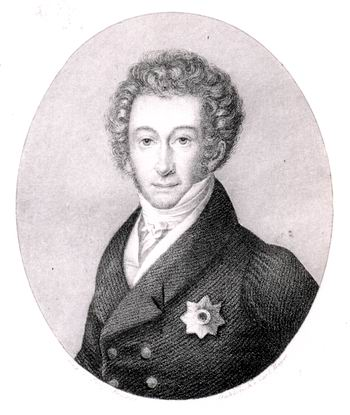
Großherzog Georg. Stahlstich, vor 1837

In seine Regierungszeit fielen unter anderem die Verbesserung des Volksschulwesens, die Aufhebung der Leibeigenschaft und die bauliche Erweiterungen der Residenzstadt Neustrelitz durch den Bau der Schlosskirche, die Neugestaltung der Orangerie und den Neubau mehrerer öffentlicher Gebäude (Neustrelitzer Rathaus) im klassizistischen bzw. im neugotischen Stil (Karolinenpalais). Zudem ließ Georg eine Reihe alter Baudenkmäler erneuern, z. B. die Marienkirche in Neubrandenburg, und so vor dem weiteren Verfall bewahren. Als Schöngeist verkehrte oder korrespondierte Georg mit Berühmtheiten der Literatur- und Kunstwelt seiner Zeit, zum Beispiel mit Goethe, und betätigte sich auch selbst poetisch.
Politisch verfolgte er als junger Mann fortschrittliche, als Regent später aber zunehmend reaktionäre Ziele. Georg war ein entschiedener Gegner der Revolution in Mecklenburg (1848), welche auf eine Umwandelung von Mecklenburg zu einem modernen Verfassungsstaat mit konstitutioneller Monarchie abzielte. Eine solche Entwicklung hätte Georg den Thron und sein kleines (Teil-)Großherzogtum Mecklenburg-Strelitz wahrscheinlich die Existenz gekostet. Georg verhinderte nicht nur die Beteiligung des von ihm regierten Landesteils und von dessen demokratisch gewählten Vertretern an dem nur im Landesteil Mecklenburg-Schwerin eingeleiteten Transformationsprozess. Durch den von Georg initiierten Freienwalder Schiedsspruch brachte er auch schließlich auch die im Schweriner Landesteil eingeleiteten Reformen zu Fall. Der Rückfall bzw. das Verharren beider mecklenburgischer Teilstaaten auf der Stufe eines spätfeudalen Ständestaats in den folgenden Jahrzehnten gehen maßgeblich auf die Politik Georgs zurück.
Nachdem Georg seine politischen Gegner entweder aus dem Land oder in die Resignation gejagt hatte, war Georg in seinem Großherzogtum vom Rest der Bevölkerung angesehen, da er sich durch eine Politik der wirklichen Hilfe und Nächstenliebe auszeichnete. Dies zeigt das folgende Beispiel: Als der Altstrelitzer Pastor 1855 um die Genehmigung bat, eine Glocke für die Klein Trebbower Dorfschule anschaffen zu dürfen, um einen geregelten morgendlichen Schulbeginn der Kinder zu gewährleisten, ließ Georg antworten, die Trebbower sollten Geld sammeln, um davon die Glocke selbst bezahlen zu können; man möge ihn aber informieren, bevor es soweit sei. Nach geraumer Zeit war Geld für eine leidlich kleine Glocke zusammengekommen, ein Kostenvoranschlag einer Glockenbaufirma aus dem pommerschen Demmin lag ebenfalls vor. Der Pastor bat um Genehmigung für die Auftragserteilung. Die Antwort des Großherzogs Georg kam sofort und lautete sinngemäß: Die Glocke darf in Auftrag gegeben werden; sie soll jedoch von doppelter Größe angefertigt werden. Die dazu noch fehlenden Kosten werde er als Großherzog tragen. Somit wurde eine größere Glocke angeschafft, die jetzt den Unterrichtsbeginn einläutete.

## Gedenkkultur

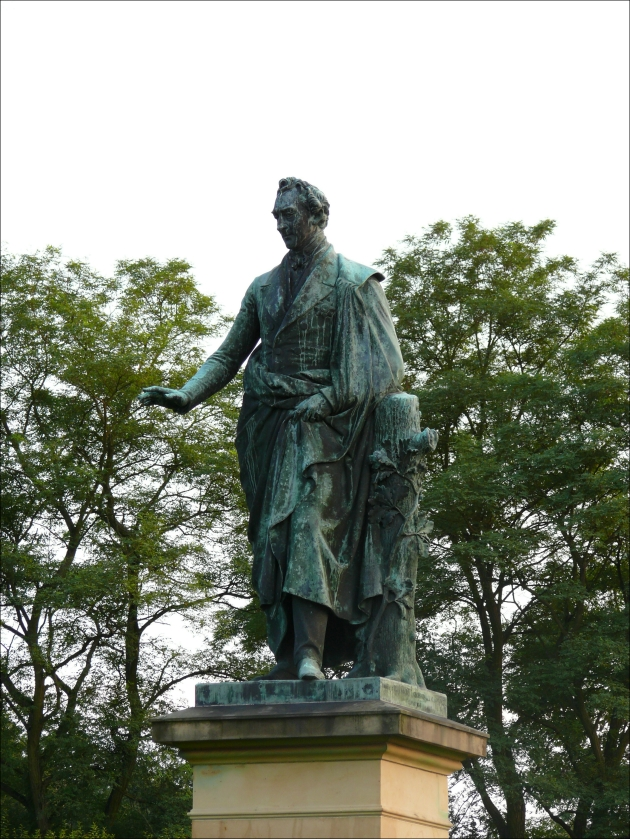
Denkmal in Neustrelitz

Am 57. Geburtstag des Großherzogs Georg wurde die Vandalia-Hymne in der Neustrelitzer Orangerie zum ersten Mal gesungen.
Eine Gruppe von Honoratioren und Hofbeamten aus Neustrelitz brachten die Idee auf, dem verstorbenen Großherzog ein Denkmal zu setzen. Eine diesmal nicht durch den Landesherrn unterstützte Geldsammlung im Großherzogtum erbrachte die Mittel, um ihm ein überlebensgroßes Bronzestandbild anfertigen zu lassen (Foto). Es wurde am 17. Oktober 1866 im Zentrum des Marktplatzes in Neustrelitz feierlich eingeweiht. 1956 wurde das Denkmal demontiert und jahrzehntelang eingelagert. Seit August 1989 steht die Plastik des Künstlers Albert Wolff auf dem ehemaligen Paradeplatz zwischen Orangerie und Schlosskirche.

## Auszeichnungen
(Quelle: Mecklenburg-Schwerinscher Staatskalender 1850)
- Schwarzer Adlerorden (Preußen)
- Roter Adlerorden (Preußen)
- Guelphen-Orden (Hannover)
- Großkreuz des Hausordens vom Goldenen Löwen (Kurhessen)

- Königlicher Seraphinenorden (Schweden)
- Elefanten-Orden (Dänemark)
- K.u. Sankt Stephans-Orden (Ungarn)